# つぐない (テレサ・テンの曲)
「つぐない」は、1984年1月21日に発売されたテレサ・テンの14枚目のシングル。発売元はトーラスレコード（のちに解散。現在はユニバーサルミュージックから発売）。テレサ自身によって、「償還」というタイトルで中国語版としても発売された。

## 解説
テレサ自身オリコンチャートでは初のベストテン入りを果たし、またTBSテレビ「ザ・ベストテン」では、1984年7月5日に「今週のスポットライト」で初出演、翌1985年1月17日放送時に初のランクイン（8位・1週のみ）となった。また、同曲でオリコンセールスは44.2万枚。別説として、売上枚数150万枚とする資料も存在する。
第17回日本有線大賞、および第17回全日本有線放送大賞（年間）で、テレサ自身初となる東西有線大賞でグランプリ2冠受賞を達成した。
1985年度の日本音楽著作権協会（JASRAC）発表による楽曲別の著作権使用料分配額（国内部門）では年間6位にランクインされた。
作曲家の三木たかしがスポーツ新聞の芸能欄に語ったことによると、フリオ・イグレシアスが巻き起こした“フリオ・フィーバー”の影響下にあり、後に西城秀樹もカバーした「33才」をモチーフにこの「つぐない」を完成させたそうである。

## 収録曲
（全編曲：川口真）
1. つぐない [3:50]
作詞：荒木とよひさ／作曲：三木たかし
2. 笑って乾杯 [3:23]
作詞：山口あかり／作曲：川口真

## 競作・カバー
- 野村将希（競作、シングル）
- 日野美歌（シングル『冬の嘘つき』に収録。）
- 石川さゆり（カバー・アルバム『昭和夢つばめ~あなたが選んだ好きな唄~』に収録）
- 中澤裕子（アルバム『中澤ゆうこ 第一章』に収録）
- 島倉千代子（カバー・アルバム『特選集/人生はショータイム』に収録）
- 林あさ美（カバーアルバム『歌謡曲がお好き』（2009年11月25日発売）に収録
- 岩佐美咲（カバー・アルバム『リクエスト・カバーズ』に収録。編曲は生田真心。）
- VALSHE（シングル『TRANSFORM/marvelous road』(初回限定盤B)に収録。）
- Nimo（カバー・アルバム『RHAPSODIA〜Dolce Vita〜』に収録。）
- つるの剛士（カバーアルバム『つるのうた3.5』に収録[4]）
- 由紀さおり（カバーアルバム『あなたと共に生きてゆく〜由紀さおり テレサ・テンを歌う〜』（2016年7月27日発売）に日本語版と中国語版を収録）[5]
- JUJU（カバーアルバム『スナックJUJU 〜夜のRequest〜』（2016年10月28日発売）に収録[6]）
- 市川由紀乃（カバーアルバム『唄女II〜昭和歌謡コレクション』（2017年11月8日発売）に収録
- 浜田真理子（カバーアルバム『LOUNGE ROSES 浜田真理子の昭和歌謡』（2018年11月17日発売）に収録
- 桑田佳祐（ライブビデオ『平成三十年度! 第三回ひとり紅白歌合戦』（2019年6月5日発売）に収録[7]）
- 山口かおる（カバーアルバム『山口かおる歌謡曲集3 ～VOICE～』（2019年6月5日発売）に収録
- 柴田淳（カバーアルバム『おはこ』（2019年7月24日発売）に収録
- Ms.OOJA（カバーアルバム『流しのOOJA 〜VINTAGE SONG COVERS〜』（2020年8月26日発売）に収録。）
- 新浜レオン（シングル「さよならを決めたのなら/ダメ ダメ…」（たそがレオン盤、2021年9月22日発売）に収録